# 207809 Wuzuze
207809 Wuzuze è un asteroide della fascia principale. Scoperto nel 2007, presenta un'orbita caratterizzata da un semiasse maggiore pari a 3,1188609 UA e da un'eccentricità di 0,0938258, inclinata di 10,69834° rispetto all'eclittica.